# جو ويدر
جو ويدر (بالإنجليزية: Joseph "Joe" Weider)‏ هو الأب الروحي لأبطال كمال الأجسام منذ ستينيات القرن العشرين.

## حياته
ولد جوزيف لويس ويدر في مونتريال الكندية، لعائلة يهودية مهاجرة من بلدة كورو في بولندا، كان عمره عشرين سنة حين نشر مجلة عن كمال الأجسام باسم فيزيك (Physique) وذلك سنة 1940 ، كما بنى في نفس السنة قاعة تمرينات مصغرة في كراج العائلة، كانت معداتها من قطع السيارات المهملة حيث كانت عائلته تقطن؛ في شارع كولونيال بمونريال. وقد صمم عدة برامج تدريبية مع بداية الخمسينيات بما في ذلك نظام ويدر لكمال الأجسام.
تزوج من هيجيز «فيكي» أوزار (Hedwiges "Vicky" Uzar)، ورزقا بابنتهما الوحيدة ليديا روس (Lydia Ross) التي أنجبت لجو ثلاثة أحفاد. تطلّق الاثنان عام 1960 ؛ وكان جو قد التقى أثناء زواجه بفيكي بالآنسة بيتي بروزمر (Betty Brosmer) التي تزوجها عام 1961، وأصبحت شهرتها منذ ذلك الحين بيتي ويدر.

## حياته المهنية
شكّل جو مع زوجته بيتي وأخيه بنيامين ثلاثياً كان له الفضل الأكبر في تأسيس رياضة كمال الأجسام كما نعرفها اليوم. حيث تخصص جو بالتدريب ونشر المجلات والكتب ، بينما كان لزوجته دورها في تدريب النساء، وقد كانت بيتي من أشهر الموديلات والعارضات في وقتها ، أما بن فكان له الدور التنظيمي والإداري حيث أسس سنة 1951 الاتحاد الدولي للاعبي كمال الأجسام الذي عرف لاحقاً باسم الاتحاد الدولي لكمال الأجسام واللياقة البدنية (IFBB).

### الأغذية الرياضية
كان لجو ويدر الفضل في إنشاء أول شركة للمكملات الغذائية باسم مغذيات ويدر (Weider Nutrition) سنة 1936، وهي تدعى الآن باسم شيف الدولية للمكملات الغذائية (Schiff Nutrition International). وكان هو بمساعدة عائلته مبتدع قطعة الحلوى المغذية تايجرز ميلك كواحدة من أقدم الأغذية الرياضية في العالم.

### المنشورات
بعد نشره لمجلته الأولى فيزيك (Physique) سنة 1940، قام بتغيير اسمها إلى باني العضلات (Muscle Builder) سنة 1953. وغيره ثانية إلى العضلات واللياقة (Muscle & Fitness) سنة 1980.
بالإضافة إلى هذه المجلة الأساسية نشر جو خلال حياته الكثير من المجلات الأخرى منها سيد أمريكا (Mr. America)، قوة العضلات (Muscle Power)، مجلة المظهر (Shape magazine)، لياقة الحوامل (Fit Pregnancy)، لياقة الرجال (Men's Fitness)، عـِــش لائقاً (Living Fit)، الصحة واللياقة الأولية (Prime Health and Fitness)، طبخات (Cooks)، لاعب الجولف الكبير (Senior Golfer)، استعراض (Flex) [بحاجة لمصدر]، كما أنه خاطر بنشر المجلتين الإباحيتين جـِــم (Jem)، ومونسيور (Monsieur)، حيث تسببتا له بمواجهة مع القانون مرتين على الأقل [بحاجة لمصدر].
ألّف جو خلال حياته كتاب نظام ويدر لكمال الأجسام (The Weider System of Bodybuilding) سنة 1981، وتشارك مع أخيه بن في كتابة أخوة الحديد (Brothers Of Iron) سنة 2006 وهو كتاب يروي سيرتهما الذاتية. حاز ويدر سنة 1983 على لقب ناشر العام من اتحاد الكتاب والناشرين في الولايات المتحدة. وقد بيعت مؤسسته الإعلامية ويدر للنشر (Weider Publications) لأميركان ميديا سنة 2003.

### أمور قضائية
واجه جو ويدر خلال حياته عدة قضايا في المحاكم الأمريكية وعلى فترات متباعدة من الزمن (1972، 1976، 1984، 1985، 2000) وكانت هذه القضايا بشأن الأغذية الرياضية التي تعد بمكاسب عضلية جمة خلال وقت قصير، أو تلك التي تعد بخسارة وزن كبيرة خلال فترة قصيرة، أو الدعاية المبالغ بها عن برامج تدريبية تحقق الكثير من المكاسب خلال وقت قصير.

## وفاته
توفي جو ويدر إثر أزمة قلبية يوم السبت 23 مارس 2013، في مركز سيدارز-سيناي الطبي (Cedars-Sinai Medical Center) في لوس أنجلوس بكاليفورنيا الأمريكية عن عمر يناهز الاثنين وتسعين عاماً.

## التكريم والأوسمة
كرّمه أرنولد شوارزنيجر حاكم كاليفورنيا والحائز على لقب مستر أولمبيا سبع مرات أثناء الاحتفالات بيوم العمال من عام 2006، ومنحه وسام قاعة الشرف في شاطئ العضلات بفينيس، كما شكره على دعمه وتشجيعه له طوال مسيرته من النمسا إلى أن أصبح حاكماً لأكبر ولاية أمريكية. وفي نفس السنة كرّمته رابطة الشبان العبرانيين ومنحته وسامها.